# 黄鲻
黄鲻（学名：Ellochelon vaigiensis）为鲻科黄鲻属的鱼类，俗名黄鸡鲚。分布于非洲南部及东部、红海、印度、马来亚、南洋群岛、菲律宾、澳洲诸海以及南海等海域。该物种的模式产地在印度尼西亚、维古。